# 高知県道26号中平梼原線
高知県道26号中平梼原線（こうちけんどう26ごう なかひらゆすはらせん）は、高知県高岡郡檮原町を通る県道（主要地方道）である。

## 概要
高岡郡檮原町中平から高岡郡檮原町檮原に至る。

### 路線データ
- 起点：高知県高岡郡檮原町中平（国道439号交点）
- 終点：高知県高岡郡檮原町檮原（国道197号交点）
- 総延長：18.3 km

## 歴史
- 1993年（平成5年）5月11日 - 建設省から、県道中平梼原線が中平梼原線として主要地方道に指定される[1]。

## 路線状況

### 重複区間
- 国道197号（高岡郡檮原町川口 - 高岡郡檮原町飯母）

### 道路施設

#### トンネル
起点から
- 川井トンネル：延長440 m、1992年（平成4年）竣工、高岡郡檮原町
- 須の森トンネル：延長152 m、2004年（平成16年）竣工、高岡郡檮原町
- 初瀬境トンネル：延長100 m、1999年（平成11年）竣工、高岡郡檮原町
- 初瀬本村トンネル：延長316 m、2009年（平成21年）竣工、高岡郡檮原町
- 川口トンネル：延長445 m、1983年（昭和58年）竣工、高岡郡檮原町（国道197号重複区間内）

## 地理

### 通過する自治体
- 高岡郡檮原町

### 交差する道路
| 交差する道路           | 交差する場所 | 交差する場所 |
| ---------------------- | ------------ | ------------ |
| 国道439号              | 中平         | 起点         |
| 国道197号 重複区間起点 | 川口         |              |
| 国道197号 重複区間終点 | 飯母         |              |
| 国道197号              | 檮原         | 終点         |

### 沿線
- 梼原町立梼原中学校